# Edgar Mountain
Edgar Donald Mountain (Camberwell, 2 aprile 1901 – Grahamstown, 30 aprile 1985) è stato un mezzofondista britannico.

## Biografia
Partecipò ai Giochi olimpici di Anversa 1920 e Parigi 1924 gareggiando sugli 800 metri. Al suo debutto olimpico, all'età di 19 anni, ottenne il quarto posto in finale stabilendo il record nazionale juniores. Quattro anni dopo fu invece eliminato in semifinale.
Ritiratosi dall'attività agonistica, si trasferì in Sudafrica dove si occupò di geologia e divenne docente alla Rhodes University. Scoprì diversi minerali, uno dei quali, la mountainite, porta il suo nome.

## Palmarès
| Anno | Manifestazione  | Sede    | Evento    | Risultato  | Prestazione | Note  |
| ---- | --------------- | ------- | --------- | ---------- | ----------- | ----- |
| 1920 | Giochi olimpici | Anversa | 800 metri | 4º         | 1'54"6      | [ 2 ] |
| 1924 | Giochi olimpici | Parigi  | 800 metri | Semifinale |             | [ 3 ] |